# Aleksandre Kobachidze
Aleksandre Kobachidze, gruz. ალექსანდრე კობახიძე (ur. 11 lutego 1987 w Tbilisi) – gruziński piłkarz grający na pozycji obrońcy, reprezentant Gruzji.

## Kariera piłkarska

### Kariera klubowa
Wychowanek Szkoły Piłkarskiej Awaza Tbilisi. Pierwszy trener Anzor Zukakiszwili. W 2005 został zaproszony do Dinamo Tbilisi. Zimą 2008 podpisał 4-letni kontrakt z Dniprem Dniepropetrowsk. Latem 2009 do końca 2010 został wypożyczony do Krywbasa Krzywy Róg. Podczas przerwy zimowej sezonu 2010/11 zmienił klub na Arsenał Kijów, w którym występował do grudnia 2012 roku. 24 lipca ponownie został wypożyczony, tym razem do Wołyni Łuck. Na początku 2016 powrócił do Dnipra. 3 lipca 2016 podpisał kontrakt z Worskłą Połtawa. 12 stycznia 2017 przeszedł do tureckiego Göztepe SK. 1 września 2017 wrócił do Worskły Połtawa. 26 czerwca 2019 podpisał kontrakt z SK Dnipro-1, w którym grał do 16 grudnia 2019 roku. W lutym 2020 zasilił skład Lokomotiwi Tbilisi.

### Kariera reprezentacyjna
Od 2006 jest zawodnikiem reprezentacji Gruzji. Wcześniej występował w młodzieżowej reprezentacji.

## Sukcesy i odznaczenia

### Sukcesy klubowe
- wicemistrz Gruzji: 2007